# Лимаренко-Римаренко Олександр Кіндратович
Лимаренко-Римаренко Олександр Кіндратович (23 листопада 1886, м. Київ — ?) — підполковник Армії УНР.

## Біографія
Останнє звання у російській армії — підполковник.
У 1920-1921 рр. — начальник школи підстаршин 1-ї Запорізької дивізії Армії УНР. Подальша доля невідома.

## Вшанування пам'яті
28 травня 2011 року у мікрорайоні Оболонь було відкрито пам'ятник «Старшинам Армії УНР — уродженцям Києва». Пам'ятник являє собою збільшену копію ордена «Хрест Симона Петлюри». Більш ніж двометровий «Хрест Симона Петлюри» встановлений на постаменті, на якому з чотирьох сторін світу закріплені меморіальні дошки з іменами 34 старшин Армії УНР та Української Держави, які були уродженцями Києва (імена яких вдалося встановити історикам). Серед іншого вигравіруване й ім'я Олександра Лимаренка-Римаренка.